# Eurypylus rex
Eurypylus rex is een mosselkreeftjessoort uit de familie van de Sarsiellidae. De wetenschappelijke naam van de soort is voor het eerst geldig gepubliceerd in 1996 door Kornicker.